# Via del Traditore
La via del Traditore era una via della città di Firenze, che andava da via Larga a via de' Ginori e che nel 1659 venne incorporata nel palazzo Medici Riccardi. La strada prese questo nome da quando, in una casa sull'angolo, Lorenzino de' Medici uccise il Duca Alessandro de' Medici, la notte del 5 gennaio 1537.

## Storia
Il 5 o 6 gennaio 1537 Lorenzino de' Medici uccise il duca Alessandro de' Medici in una delle stanze dell'edificio di proprietà di Lorenzino stesso, forse per una presunta molestia alla di lui sorella Laudomia. Come prescriveva la legge, la casa dove era avvenuto l'omicidio fu confiscata e gli ambienti abbattuti. La struttura rimase in buona parte diroccata fino al Settecento. Non risulta che sia mai stata del tutto distrutta per aprire l'ipotetico Chiasso del Traditore, un vicolo forse previsto solo in un primo tempo, ma poi mai realizzato.
Il Riccardi fece chiudere la via del Traditore e demolire la casa dove era avvenuto il delitto. Al posto della casa fece costruire una scuderia sormontata da una terrazza, sulla destra dell'edificio.